# Farbentauben

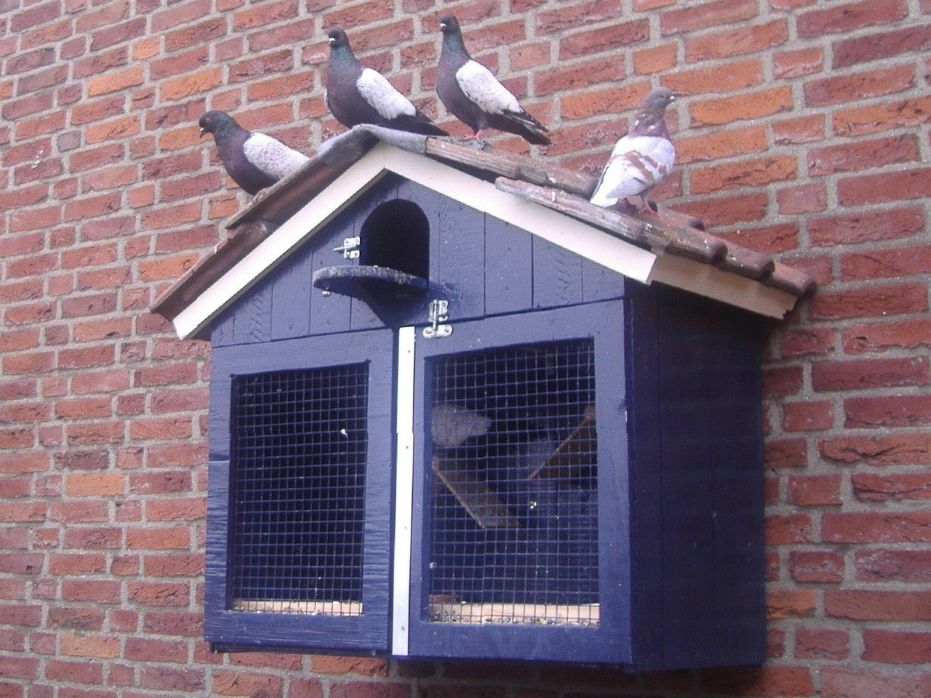
Hyazinthtauben

Als Farbentauben wird eine Gruppe der Rassetauben bezeichnet, die der Stammform der Haustaube, der wilden Felsentaube, in der Körperform am nächsten stehen. Sie lässt sich von anderen Rassegruppen klar abgrenzen.
Farbentauben haben die Figur einer kräftigen Feldtaube. Ihr Hauptunterscheidungsmerkmal sind Farbe und Zeichnung des Gefieders. Sie werden nach ihrer Herkunft in Untergruppen eingeteilt, die der „Deutsche Rassetaubenstandard“ reglementiert. Es gibt gruppenunabhängige europäische Farbentauben, Süddeutsche Farbentauben, Fränkische Farbentauben, Thüringer Farbentauben, Sächsische Farbentauben, Schlesische Farbentauben, tschechische und slowakische Farbentauben, Schweizer Farbentauben und außereuropäische Farbentauben. Die Beschreibung der Rassen nach ihrer Herkunft wurde jedoch nicht immer konsequent durchgeführt. So wurde im Standard der Eistaube nicht berücksichtigt, dass sie in belatschte und glattfüßige aufgeteilt wurde: die Eistauben sächsischer Herkunft tragen Latschen, die Schlesischen sind glattfüßig, haben also keine Fußbefiederung.
Neben der Fußbefiederung (belatscht oder glattfüßig) können sich Farbentauben auch durch das Kopfgefieder unterscheiden. Einige sind glattköpfig, andere tragen Hauben oder Kappen. Es gibt auch Farbentauben mit Schnabelkuppen. Besonderheiten bilden der Schlesische und der Württemberger Mohrenkopf. Der Schlesische Mohrenkopf ist als einzige deutsche Farbentaube behost oder bestrumpft. Der Württemberger hat eine kurze aber dichte Fußbefiederung.
Viele der Rassen sind ähnlich gezeichnet. Schildige gibt es bei den Fränkischen, Sächsischen, Süddeutschen und Thüringer Farbentauben. Schweizer Farbentauben unterteilt man noch einmal in Rassen mit Schildzeichnung. Auch Weißschwänze und Mohrenköpfe sind ähnlich gezeichnet.
Die Mehrzahl der weltweit verbreiteten Farbentauben ist deutschen Ursprungs. Die Afrikanische Farbentaube ist die erste Haustaubenrasse, die außerhalb Europas, in Südafrika, erzüchtet wurde. Sie ist feldtaubengroß, mittellang belatscht und kommt in einfarbigen und gehämmerten Farbenschlägen vor.

## Liste der Rassen der Farbentauben
Die durch die Europäische Standard Kommission für Tauben (ESKT) des Europäischen Verbandes für Geflügel-, Tauben-, Vogel-, Kaninchen- und Caviazucht (EE) wurden folgende Rassen in der Gruppe der Farbentauben bestätigt:
1. Aargauer Weißschwanz (CH/0410)
2. Altdeutscher Mohrenkopf (D/0479)
3. Berner Gugger (CH/0411)
4. Berner Lerche (CH/0412)
5. Berner Rieselkopf (CH/0413)
6. Berner Spiegelschwanz (CH/0414)
7. Berner Weißschwanz (CH/0415)
8. Berner Halbschnäbler (CH/0483)
9. Bernhardiner Schecke (D/0446)
10. Böhmentaube (D/0401)

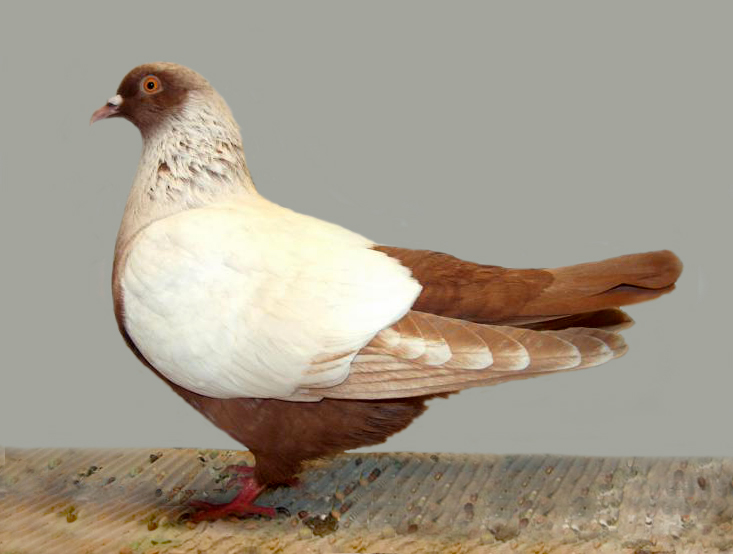
Dänischer Stieglitz, rot

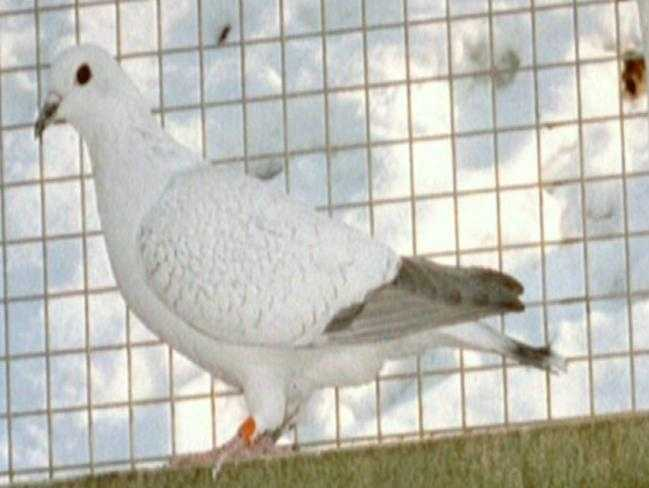
Eistaube, glattfüßig, weißgeschuppt

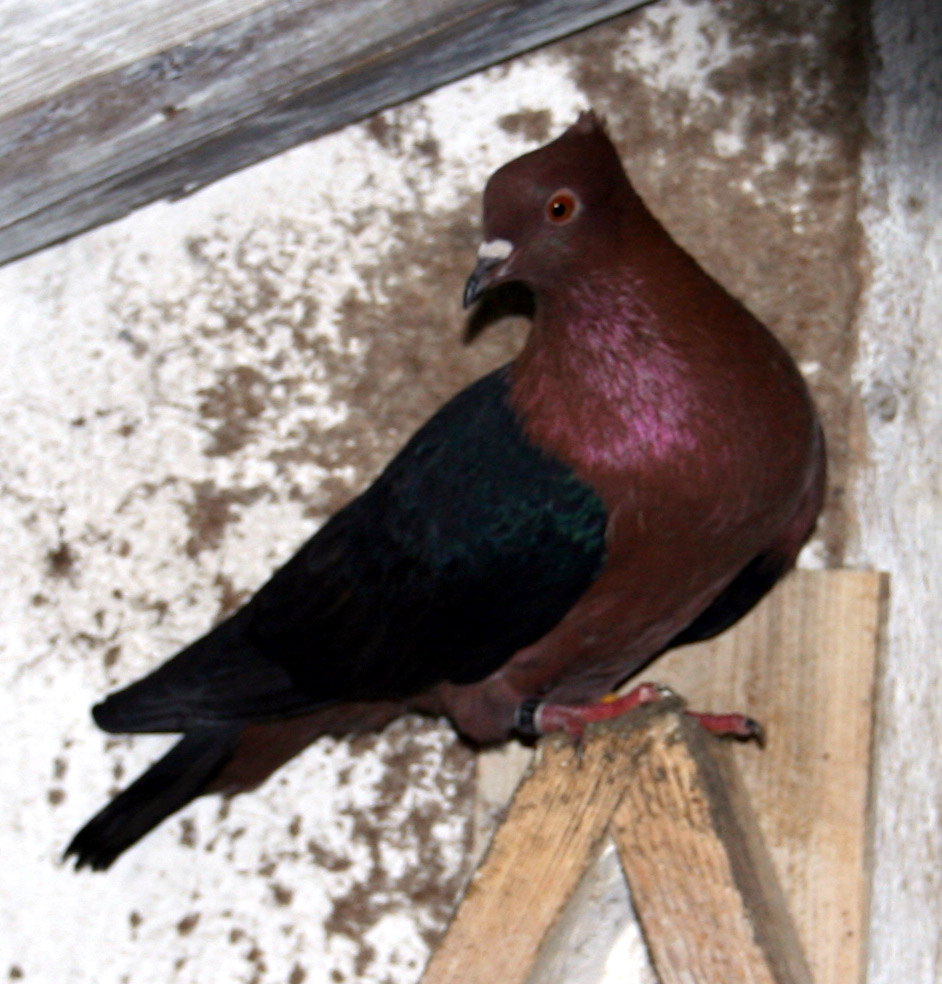
Gimpeltaube

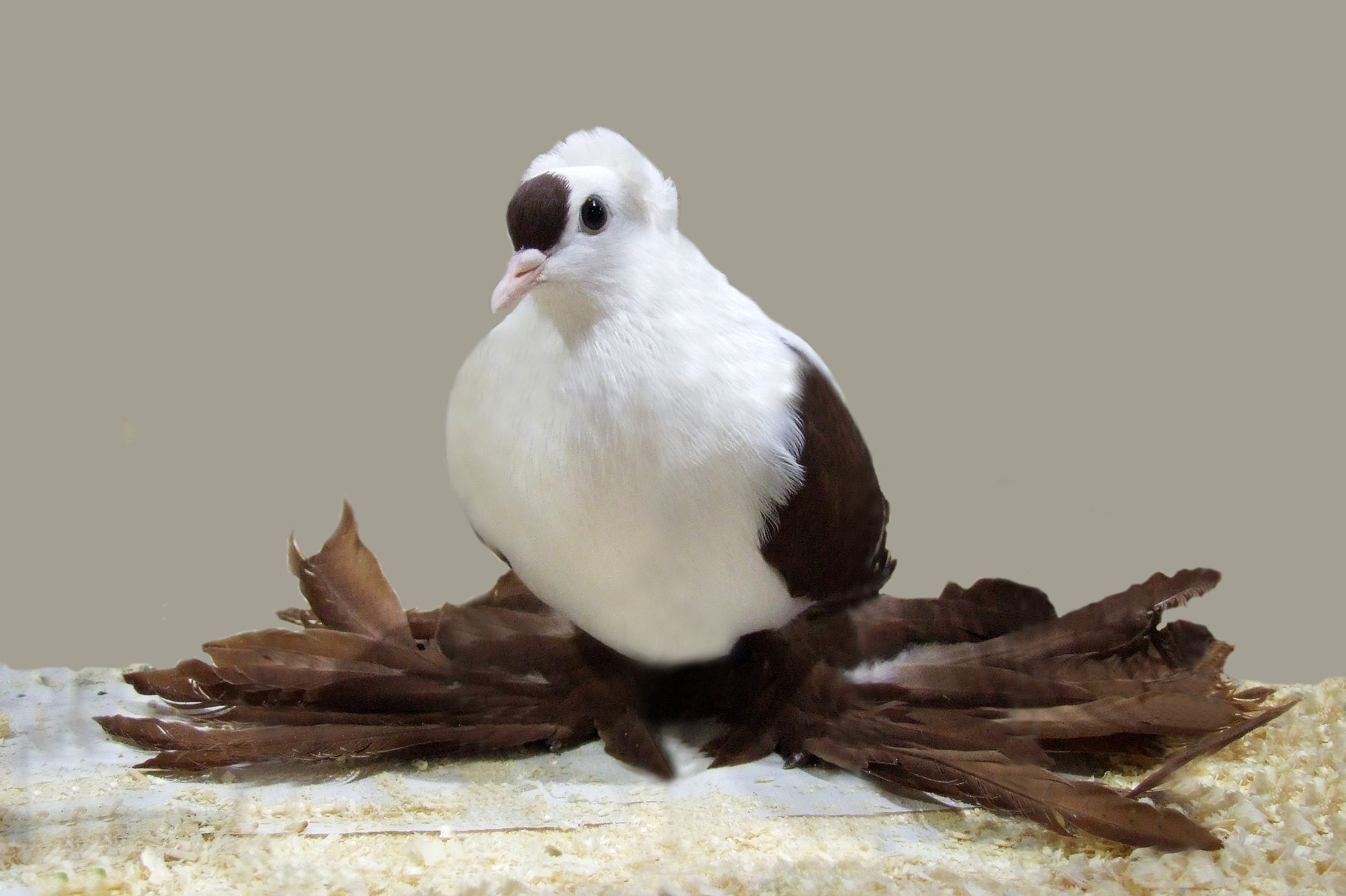
Sächsische Flügeltaube, rot

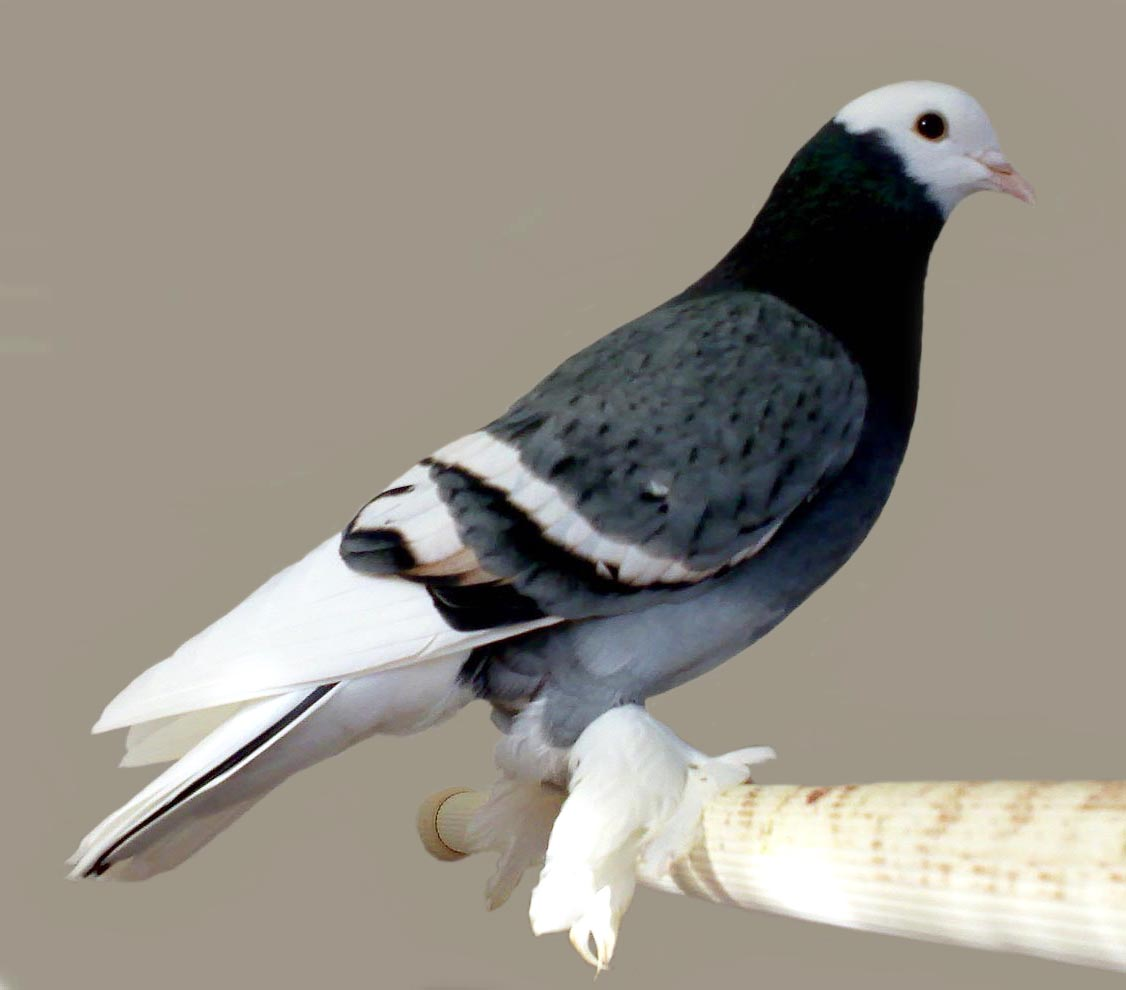
Sächsische Mönchtaube, blau

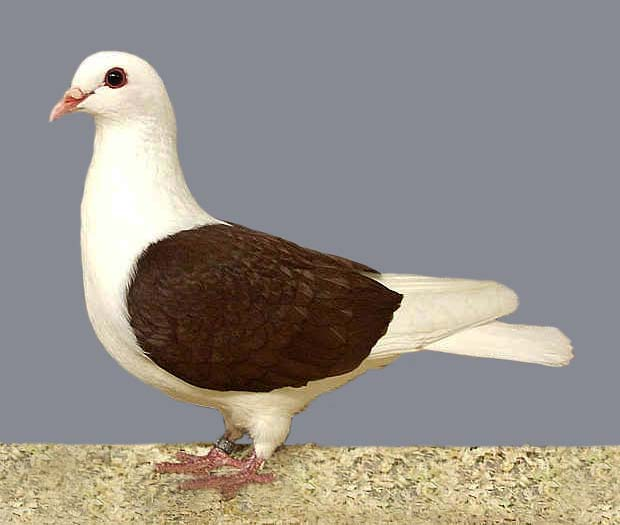
Thüringer Schildtaube, rot

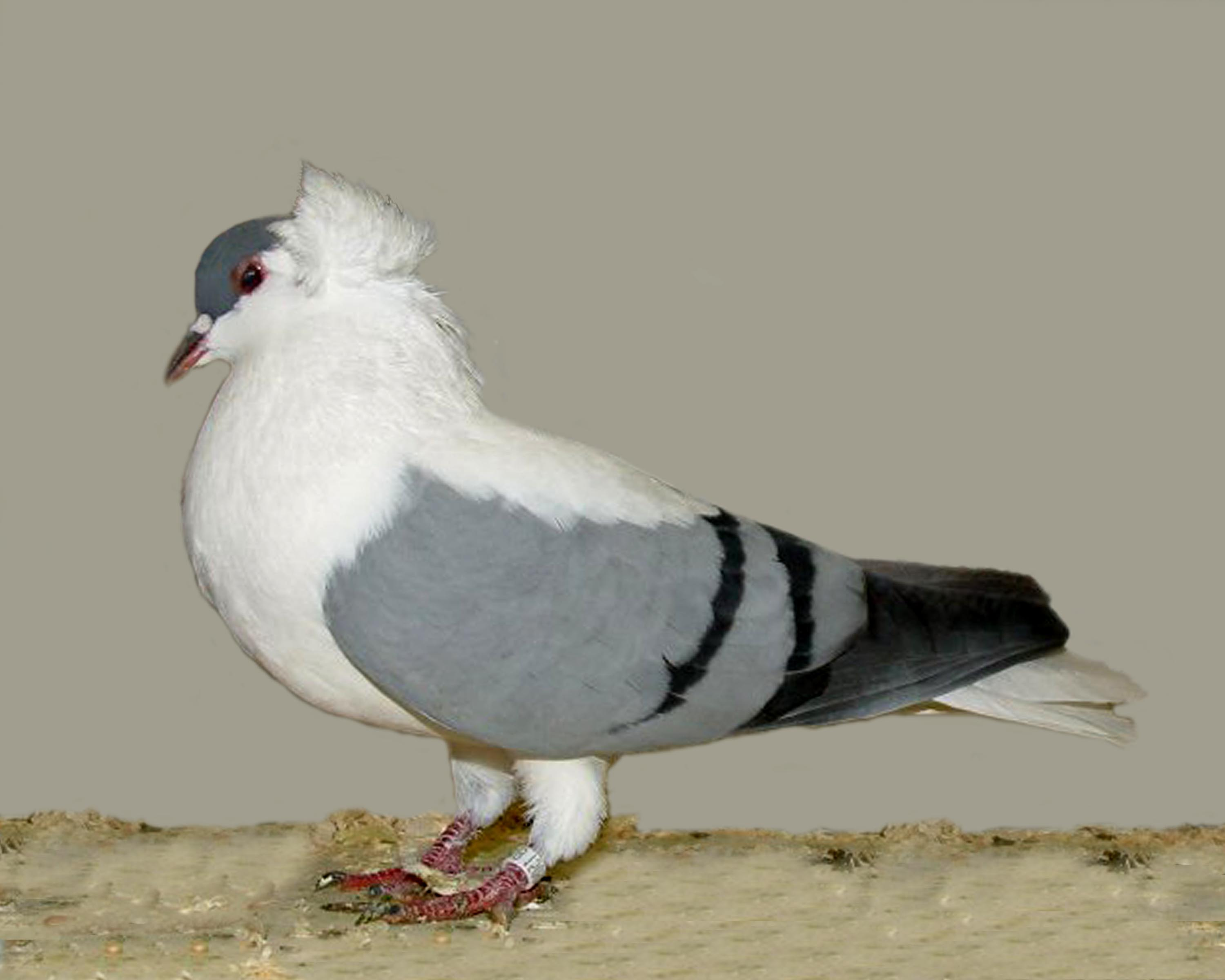
Thüringer Schwalbe, blau

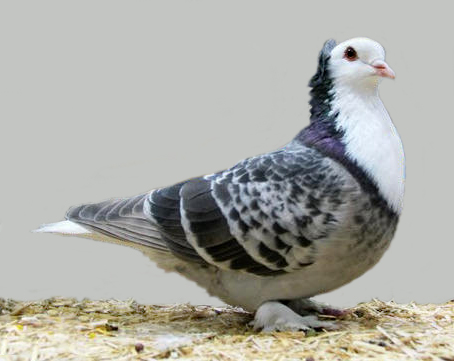
Thüringer Weißlatz, blau

11. Böhmische Flügelschecke, glattfüssig (CZ/0478)
12. Böhmische Flügelschecke, belatscht (CZ/0477)
13. Dänischer Stieglitz (DK/0404)
14. Echterdinger Farbentaube (D/0443)
15. Eichbühler (CH/0484)
16. Einfarbige Schweizertaube (CH/0416)
17. Einfarbige Luzerner Taube (CH/0417), =Luzerner Einfarbig
18. Eistaube (D/0403)
19. Feldfarbentaube, glattfüßig (D/0406)
20. Fränkische Feldtaube (D/0444)
21. Fränkische Herzschecke (D/0445)
22. Fränkisches Samtschild (D/0449)
23. Gimpeltaube (D/0402)
24. Glanztaube (D/0487)
25. Hyazinthtaube (NL/0408)
26. Lacenetaube (GB/0409)
27. Luzerner Elmer (CH/0418)
28. Luzerner Goldkragen (CH/0421)
29. Luzerner Kupferkragen (CH/0420)
30. Luzerner Rieselkopf (CH/0422)
31. Luzerner Schildtaube (CH/0419)
32. Luzerner Weißschwanz (CH/0423)
33. Münsterländer Feldtaube (D/0407)
34. Nürnberger Lerche (D/0448)
35. Nürnberger Schwalbe (D/0447)
36. Österreichische Fischertaube (A/0486)
37. Österreichischer Weißschwanz (A/0464)
38. Poster (CH/0485)
39. Sächsischer Brüster (D/0474)
40. Sächsische Feldfarbentaube (D/0475), =Feldfarbentaube, belatscht
41. Sächsische Flügeltaube (D/0469)
42. Sächsische Mönchtaube (D/0467)
43. Sächsische Mondtaube (D/0473)
44. Sächsische Pfaffentaube (D/0466)
45. Sächsische Schildtaube (D/0471)
46. Sächsische Schnippe (D/0472)
47. Sächsische Schwalbe (D/0468)
48. Sächsische Storchtaube (D/0470)
49. Sächsischer Weißschwanz (D/0465)
50. Sankt Galler Flügeltaube (CH/0431)
51. Schlesischer Mohrenkopf (D/0480)
52. Startaube (D/0405)
53. Süddeutsche Blasse (D/0435)
54. Süddeutsche Kohllerche (D/0432)
55. Süddeutsche Latztaube (D/0440)
56. Süddeutscher Mohrenkopf (D/0439)
57. Süddeutsche Mönchtaube, belatscht (D/0436)
58. Süddeutsche Mönchtaube, glattfüßig (D/0437)
59. Süddeutsche Schildtaube (D/0438)
60. Süddeutsche Schnippe (D/0441)
61. Süddeutscher Tigermohr (D/0433)
62. Süddeutscher Weißschwanz (D/0434)
63. Thurgauer Elmer (CH/0424)
64. Thurgauer Mehlfarbige (CH/0425)
65. Thurgauer Mönch (CH/0426)
66. Thurgauer Schildtaube (CH/0427)
67. Thurgauer Weißschwanz (CH/0428)
68. Thüringer Brüster (D/0461)
69. Thüringer Einfarbige (D/0450)
70. Thüringer Flügeltaube (D/0458)
71. Thüringer Goldkäfertaube (D/0451)
72. Thüringer Mäusertaube (D/0453)
73. Thüringer Mönchtaube (D/0462)
74. Thüringer Mondtaube (D/0463)
75. Thüringer Schildtaube (D/0459)
76. Thüringer Schnippe (D/0460)
77. Thüringer Schwalbe (D/0456)
78. Thüringer Storchtaube (D/0457)
79. Thüringer Weißkopf (D/0454)
80. Thüringer Weißlatz (D/0455)
81. Thüringer Weißschwanz (D/0452)
82. Verkehrtflügelfarbentaube (D/0476), =Sächsische Verkehrtflügelfarbentaube
83. Wiggertaler Farbenschwanz (CH/0429)
84. Württemberger Mohrenkopf (D/0442)
85. Zürcher Weissschwanz (CH/0430)